# 1822 au Nouveau-Brunswick
Chronologie du Nouveau-Brunswick
- 1818
- 1819
- 1820
- 1821
- 1822
- 1823
- 1824
- 1825
- 1826

Cette page concerne des événements survenus en 1822 dans la colonie du Nouveau-Brunswick.

## Naissances
- 12 mars : Albert James Smith, premier ministre du Nouveau-Brunswick
- 31 août : Timothy Warren Anglin, journaliste et homme politique